# Сіпарая оливкова
Сіпарая оливкова (Aethopyga boltoni) — вид горобцеподібних птахів родини нектаркових (Nectariniidae). Ендемік Філіппін. Оливкова сіпарая утворює надвид з синьощокою сіпараєю (Aethopyga linaraborae).

## Опис
Довжина самця становить 12 см, самиці 10,8 см; вага самця становить 4,9–9,2 г, самиці 6–8,5 г. Голова самців номінативного підвиду темно-сіра з зеленуватим відтінком. Пера на лобі блискучі, мають зеленуваті края. Верхня частина спини сіра з зеленим відтінком. Нижня частина спини оливково-зелена, гузка жовта. Крила бурувато-чорні, покривні пера оливково-зелені, кінчики пер білі. Середня пара рульових пер мають зелений металевий блиск. решта пер чорно-зелені з сірими кінчиками. Підборіддя і горло жовті. Груди оранжеві. Райдужка червона, дзьоб і лапи чорні.

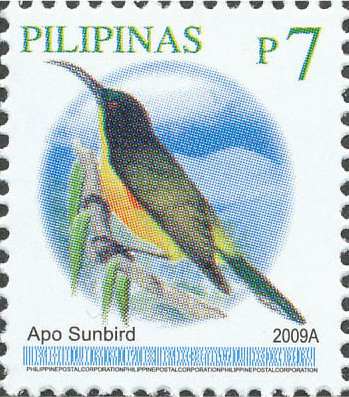
Філіппінська марка із зображенням оливкової сіпараї (2009 рік)

## Підвиди
Виділяють три підвиди:
- A. b. malindangensis Rand & Rabor, 1957 — гора Малінданг (захід Мінданао)[5];
- A. b. boltoni Mearns, 1905 — гори Кітанглад, Апо і Пасьян (схід і центр Мінданао)[6];
- A. b. tibolii Kennedy, RS, Gonzales & Miranda, 1997 — гори Буса і Матутум (південь Мінданао)[7].

## Поширення й екологія
Оливкові сіпараї є ендеміками філіппінського острова Мінданао. Живуть в хмарних лісах на висоті від 1500 м над рівнем моря. Харчуються поодинці або парами. Сезон розмноження триває з січня по травень.